# Robert Hoffman
Robert James Hoffman III (Gainesville, Florida, Verenigde Staten, 21 september 1980) is een Amerikaans film- en televisieacteur. Hij werkt tevens als danser en choreograaf.
Hoffman verhuisde op zevenjarige leeftijd naar Alabama. Zijn vader is Robert Hoffman II, zijn moeder heet Charlotte. Hij heeft één jongere broer Chris en twee jongere zussen Ashley en Lauren.
Dansen was al vroeg zijn passie en dat leidde ertoe dat hij de kans kreeg om mee te dansen in videoclips van onder andere Christina Aguilera, Usher, Mýa, Marilyn Manson, Ricky Martin en Svetlana. In 2001 verscheen hij voor het eerst in een grote film, Vanilla Sky met Tom Cruise en Penélope Cruz. In 2006 was Hoffman te zien in de film She's the Man. Inmiddels heeft hij diverse optredens in televisieseries, televisieshows en films op zijn cv staan.

In 2005 en 2006 was Hoffman te zien in de televisieshow Nick Cannon's Wild 'N Out op MTV.
Cannon is bevriend met een van zijn huisgenoten, wat Hofman hielp om tot de cast van de show toe te treden.

Hij danst in de film Step Up 2: The Streets samen met de vrouwelijke hoofdrolspeelster Briana Evigan, evenals in de videoclip bij het nummer Push van Enrique Iglesias. In 2008 kregen Hoffman en Evigan de MTV Award voor Best Kiss (in Step Up 2: The Streets).
In zijn vrije tijd maakt Hoffman korte filmpjes die hij zelf filmt en regisseert. Deze zijn al door miljoenen mensen online bekeken. Ze zijn allen te zien op zowel zijn site als YouTube-account.

## Filmografie
- Aliens in the Attic (2009) - Ricky (voorheen genaamd They Came from Upstairs)
- Step Up 2: The Streets (2008) - Chase Collins
- The Onion Movie - Danser
- Bag Boy (2007) - Draagjongen
- Shrooms (2007) - Bluto
- She's the Man (2006) - Justin
- Guess Who (2005) - Danser
- Coach Carter - Danser
- Dirty Dancing: Havana Nights (2004) - Danser
- You Got Served (2004) - Max
- American Dreams (2003) - Brian Wilson
- From Justin to Kelly (2003) - Danser
- Gigli (2003) - Danser